# Garigliano
Il Garigliano è un fiume italiano che nasce dalla confluenza del Gari nel Liri, nel territorio del comune di Sant’Apollinare nei pressi della località Giunture. Per tutto il corso segna il confine tra le province di Frosinone e Latina con quella di Caserta – e quindi tra le regioni di Lazio e Campania – sebbene fino al 1927, quando i confini amministrativi furono modificati, appartenesse interamente alla Terra di Lavoro.

## Denominazioni
Chiamato in latino Liris, nel medioevo era detto "il verde fiume"; prende l'attuale nome dalla deformazione dell'espressione Caris lirianus (Gari nel Liri). Forse è collegato ad un tema preromano -liri che indica acqua melmosa (cfr. lira nel senso di fango di alcuni dialetti abruzzesi-molisani); è stata di recente avanzata l'ipotesi di una derivazione dall'arabo garil (palude), con riferimento alla morfologia del tratto finale del suo corso. Già nell'Alto Medioevo era comunque conosciuto con il nome di Gareliano. Nell'elenco dei fiumi italiani è presente con la dicitura Liri-Garigliano considerando tutto il suo tratto dalla sorgente fino allo sbocco nel Mar Tirreno. Nella cartografia storica è attestata anche la denominazione Garigliano per l'intero fiume Liri dalla sorgente alla foce nel Tirreno.
(Ameti, mappa de Il Lazio, 1693)

## Percorso del fiume

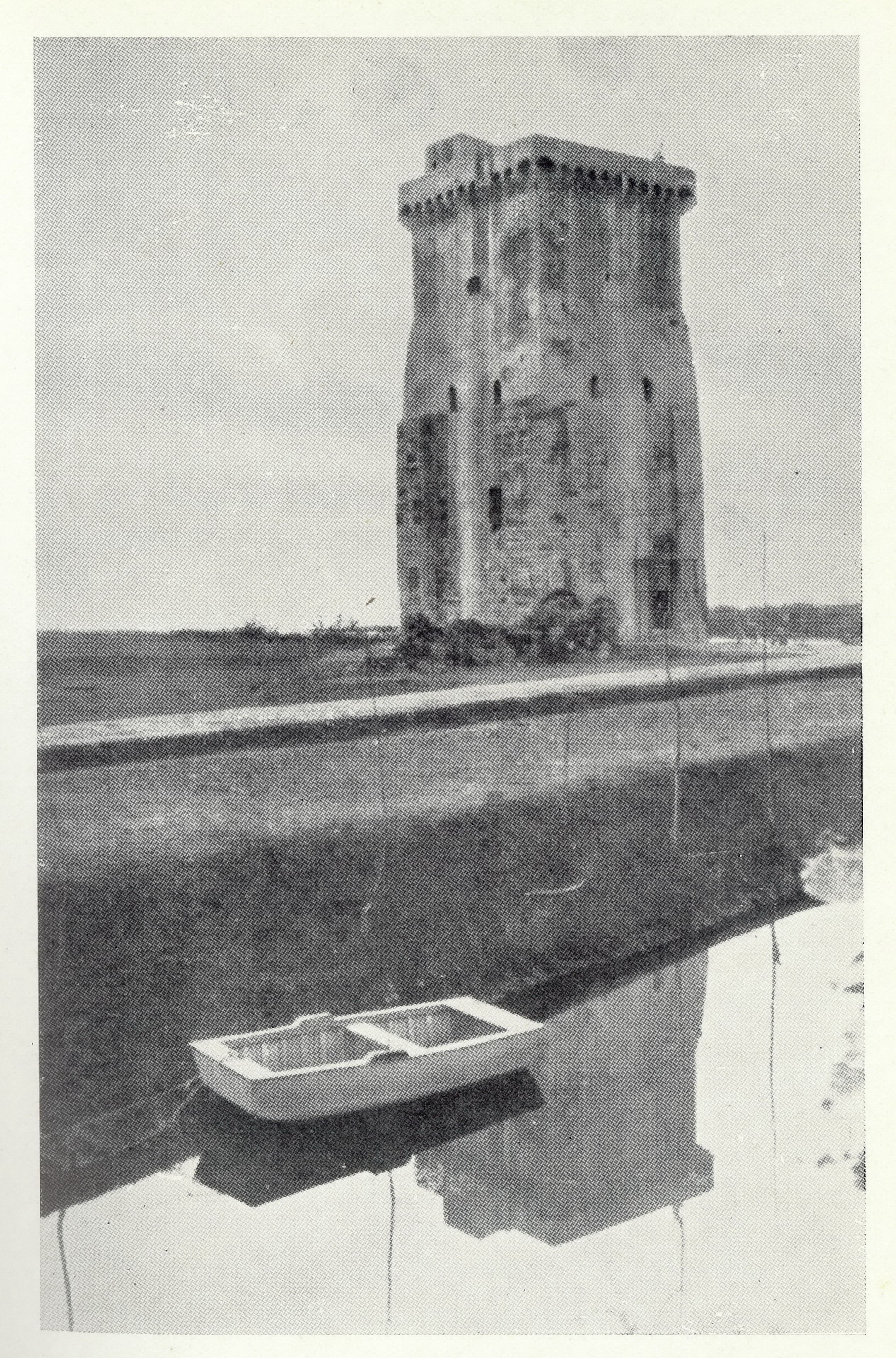
Torre di Capodiferro (distrutta nel 1943) presso la foce del Garigliano

Dal punto di confluenza presso Giunture, nel comune di Sant'Apollinare, scorre per 38 km fino a sfociare nel golfo di Gaeta (mar Tirreno), presso l'antica città romana di Minturnae sulla sponda nord e presso la località turistica di Baia Domizia sulla sponda sud. Riceve come affluenti il fiume Peccia, il fosso Cocuruzzo e il Rio Travata da sinistra e il torrente Ausente da destra.
Viene costeggiato dalla SS 430, detta "della Valle del Garigliano".
La lunghezza complessiva del corso del Liri-Garigliano è di 158 km, mentre la superficie dell'intero bacino idrografico è di 5 020 km (il che ne fa per estensione il decimo bacino idrografico italiano se non addirittura il sesto fra i fiumi che sfociano direttamente in mare). La portata media del fiume presso la foce è di 120 m³/s (minimi assoluti di 25 m³/s e massimi di circa 1 200), superiore a quella del Volturno (più lungo e con un bacino più ampio), così da risultare il fiume italiano con la portata maggiore a sud del Tevere, oltre che uno di quelli a regime più regolare.

## Aspetti
Il vulcano di Roccamonfina, formatosi circa 630 000 anni fa, sbarrò per un lungo periodo il corso del fiume, che probabilmente confluiva nel Volturno, formando il "lago lirino", finché l'erosione in corrispondenza di Suio non permise nuovamente alle acque di scorrere verso il mare, permettendo lo svuotamento del lago, circa 200 000 anni fa.

## Storia
La valle del fiume ha costituito dai tempi più antichi un'importante via di comunicazione tra la costa e l'interno, infatti il suo bacino è stato frequentato ed abitato a più riprese sin dall'Eneolitico, come risulta da alcuni ritrovamenti attribuiti alla cultura di Laterza. In epoca preromana, il bosco presente alla sua foce era considerato sacro dal popolo degli Ausoni-Aurunci e, con la presenza di un tempio, vi si venerava la ninfa Marica. Presso Suio, lungo il suo corso, esistono sorgenti di acque termali sulfuree utilizzate già dai Romani (le "acque Vescine", ricordate da Plinio).
Vi si svolsero importanti battaglie:
- la battaglia del 457 tra i Vandali e le forze dell'Impero romano d'Occidente;
- la battaglia del 915 tra una lega cristiana riunita da papa Giovanni X, comandata dal duca di Alberico I di Spoleto, e i Saraceni che avevano iniziato a colonizzare la valle;
- la battaglia del 1503 vinta dagli spagnoli, che stabilirono definitivamente il proprio predominio sul regno di Napoli, contro i francesi;

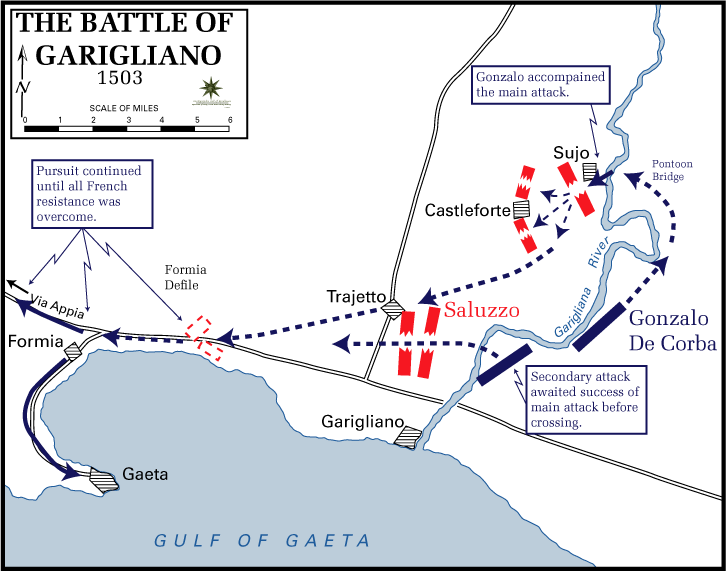
La battaglia del Garigliano del 1503

- la battaglia del 1860, che segnò la sconfitta delle forze borboniche ad opera dell'esercito piemontese;
- gli scontri del novembre del 1943, nel corso della seconda guerra mondiale, quando fu teatro di accaniti combattimenti tra Alleati e Tedeschi, tracciando lungo il suo corso una parte della Linea Gustav.

Nel 1503 vi annegò Piero de' Medici, il figlio di Lorenzo il Magnifico.
Presso la foce è attraversato dalla via Appia (SS 7) e dalla Variante Appia (SS 7 var). Prima della Seconda guerra mondiale si utilizzava lo storico ponte "Real Ferdinando", il primo ponte sospeso costruito in Italia. Oggi vi sono anche un ponte ad arco in acciaio e un modernissimo ponte a pilone centrale. Attualmente le acque del fiume sono impiegate per l'irrigazione agricola e per usi industriali. Sono presenti anche una centrale idroelettrica e la centrale nucleare del Garigliano a Sessa Aurunca, costruita nel 1964, chiusa nel 1978 e disattivata nel 1982.

## SIC
Il tratto terminale del fiume Garigliano è stato proposto come sito di interesse comunitario con codice IT6040025, tramite il Decreto 25 marzo 2005 (G.U. della Repubblica Italiana n. 157 dell'8 luglio 2005) recante Elenco dei proposti siti di importanza comunitaria per la regione biogeografica mediterranea, ai sensi della direttiva 92/43/CEE.